# Денят на Страшния съд: Във вашия дом
Денят на Страшния съд: Във вашия дом (на английски: Judgment Day: In Your House) е двадесет и петото pay-per-view събитие от поредицата Във вашия дом, продуцирано от Световната федерация по кеч (WWF). Събитието се провежда на 18 октомври 1998 г. в Роузмънт, Илинойс.

## Обща информация
На картата на събитието са насрочени девет мача. Основното събитие е Гробаря срещу Кейн, въпреки техния съюз по това време, за Титлата на WWF, която по онова време е вакантна, след като собственикът на компанията Винс Макмеън я отнема от бившия шампион Ледения Стив Остин за подобряване на сюжета. Остин е специален гост-рефер за мача, роля, която той не иска да приеме. Картата включва още четири мача за титли. Всички титли на WWF с изключение на Титлата при жените, която е възстановена само преди месец, са оспорвани на събитието.

## Резултати
| №                                         | Резултати | Правила | Време |
| ----------------------------------------- | --- | --- | ----- |
| 1                                         | Ал Сноу (с Главата) побеждава Марк Меро (с Жаклин)                                                                    | Индивидуален мач | 07:12 |
| 2                                         | Легионът на смъртта 2000 (Животното, Ястреба и Дроз) поб. Последователите на Апокалипсиса (8-Бол, Скъл и Пол Елеринг) | Шесторен отборен мач | 05:04 |
| 3                                         | Крисчън (с Гангрел) поб. Така Мичиноку (ш) (с Ямагучи-сан)                                                            | Индивидуален мач за Титлата в лека-тежка категория на WWF                                                                          | 08:34 |
| 4                                         | Златен прах поб. Вал Винъс (с Тери Рънълс)                                                                            | Индивидуален мач | 12:05 |
| 5                                         | Екс Пак (с Чайна) поб. Д'Ло Браун (ш)                                                                                 | Индивидуален мач за Европейската титла на WWF                                                                                      | 13:50 |
| 6                                         | Хедбенгърс (Мош и Трашър) поб. Разбойниците на Новото време (Били Гън и Роуд Дог) (ш) чрез дисквалификация            | Отборен мач за Световните отборни титли на WWF                                                                                     | 14:00 |
| 7                                         | Кен Шамрок (ш) поб. Менкайнд                                                                                          | Индивидуален мач за Интерконтиненталната титла на WWF                                                                              | 14:35 |
| 8                                         | Марк Хенри поб. Скалата                                                                                               | Индивидуален мач | 05:06 |
| 9                                         | Гробаря срещу Кейн приключва при равенство                                                                            | Индивидуален мач за Титлата на WWF с Ледения Стив Остин като специален гост съдия Ако Остин не обяви нов шампион, ще бъде уволнен. | 17:35 |
| - (ш) – указва шампиона/шампионите в мача | | |       |